# Gambia Produce Marketing Board
Gambia Produce Marketing Board (GPMB) war ein staatliches Unternehmen im westafrikanischen Staat Gambia. Das Unternehmen entstand in der britischen Kolonie 1949 als Gambia Oilseed Marketing Board (GOMB), der Name wurde 1971 geändert. 
Es war für die Verarbeitung und Vermarktung der Erdnussproduktion bis 1993 im Land verantwortlich, als es dann an das Schweizer Unternehmen Alimenta S.A. verkauft wurde. Diese benannten das Unternehmen in Gambia Groundnut Corporation (GGC) um.
Seit 1999 ist die GGC wieder unter staatliche Kontrolle. Der geänderte Name wurde beibehalten.